# Paracontias tsararano
Paracontias tsararano är en ödleart som beskrevs av Franco Andreone och Greer 2002. Paracontias tsararano ingår i släktet Paracontias och familjen skinkar. IUCN kategoriserar arten globalt som otillräckligt studerad. Inga underarter finns listade i Catalogue of Life.
Arten förekommer på nordöstra Madagaskar.